# Стефан Савић
Стефан Савић (Мојковац, 8. јануар 1991) је црногорски фудбалер који тренутно наступа за турског прволигаша Трабзонспор и репрезентацију Црне Горе.

## Биографија
Рођен је у Мојковцу, његов отац је био Драган Савић градоначелник Мојковца који је извршио самоубиство 7. априла 2011.

### Каријера
Каријеру је почео у БСК Борчи. За овај тим је одиграо 27 меча и постигао један гол. Савић је 29. августа 2010. потписао за Партизан уговор на четири године. Са Партизаном је сезони 2010/11. освојио првенство Србије и Куп Србије и пласирао се у групну фазу Лиге шампиона.
Након само годину дана у Партизану прешао је у Манчестер сити, са којим је потписао уговор 6. јула 2011.

### Репрезентација
Стефан Савић је дебитовао за репрезентацију Црне Горе у мечу против Северне Ирске 11. августа 2010. године.

## Успеси
БСК Борча
- Прва лига Србије (1) : 2008/09. (промоција у виши ранг)

Партизан
- Првенство Србије (1) : 2010/11.
- Куп Србије (1) : 2010/11.

Манчестер сити
- Премијер лига (1) : 2011/12.
- ФА Комјунити шилд (1) : 2012.

Атлетико Мадрид
- Лига шампиона : финале 2015/16.
- Лига Европе (1) : 2017/18.
- УЕФА суперкуп (1) : 2018.
- Првенство Шпаније (1) : 2020/21.